# جيم غوت
جيم غوت (بالإنجليزية: Jim Gott)‏ هو لاعب كرة قاعدة أمريكي، ولد في 3 أغسطس 1959 في هوليوود في الولايات المتحدة.

## وصلات خارجية
- جيم غوت على موقعبيزبول رفرنس.كوم (الدوري الرئيسي) (الإنجليزية)
- جيم غوت على موقعبيزبول رفرنس.كوم (الدوري الثانوي) (الإنجليزية)
- جيم غوت على موقع مشجعي الرسوم البيانية (الإنجليزية)